# Naypyidaw
Naypyidaw ( – nèpjìdɔ̀; birm. królewska stolica, siedziba królów, zapisywane czasem również jako Nay Pyi Taw) – stolica Mjanmy od listopada 2005. Oficjalną nazwę nowej stolicy ogłoszono 27 marca 2006 roku, w święto wojska birmańskiego. Pod względem liczby ludności Naypyidaw jest trzecim, po Rangunie i Mandalaju, miastem w Mjanmie.
Miejscowość jest położona w terytorium związkowym Naypyidaw. Miasto zostało zbudowane od podstaw głównie ze względów strategicznych – obecność instytucji rządowych ma umocnić pozycję władzy w tej nieustabilizowanej politycznie części państwa.
Poprzednią stolicą państwa był Rangun, największe miasto Mjanmy.